# Magnus Anton Reindl
Magnus Anton Reindl (* 17. Dezember 1832 in Leuterschach; † 7. April 1896 in Memmingen) war Pfarrer und Mitglied des Deutschen Reichstags.

## Leben
Reindl besuchte bis 1851 das Gymnasium in Kempten und studierte dann an der Universität München und dem Klerikal-Seminar in Dillingen. 1851 wurde er Mitglied der Burschenschaft Arminia München. 1856 wurde er ordiniert und war Stadtkaplan in Dillingen bis 1867. Danach war er Pfarrer in Untermeitingen, Stadtpfarrer in Memmingen und Günzburg. Er war Königlicher Distrikt-Schulinspektor für die Bezirke Schwabmünchen und Memmingen. Im Jahr 1892 war er bischöflicher geistlicher Rat, Domkapitular und Dompfarrer.
Ab 1881  war er Mitglied der Bayerischen Kammer der Abgeordneten und ab Januar 1881 auch Mitglied des Deutschen Reichstags für den Wahlkreis Schwaben 4 (Memmingen) und die Deutsche Zentrumspartei. Beide Mandate endeten mit seinem Tode.